# Ian Anthony Dale
Pour l’article homonyme, voir Dale.
Ian Anthony Dale, né le 3 juillet 1978 à Saint-Paul, Minnesota, est un acteur américain.

## Biographie
Ian Anthony Dale est né à Saint-Paul dans le Minnesota. Il a des origines françaises et anglaises (du côté de son père) et japonaise (du côté de sa mère). Il a fait ses études à Madison dans le Wisconsin.
Il s'est marié le 8 octobre 2016 avec Nicole Garippo, qui a donné naissance à leur premier enfant (un fils) le 23 août 2017 Roman Anthony.

## Filmographie

### Cinéma
- 2004 : Mr. 3000 : Fukuda
- 2007 : Sans plus attendre (The Bucket List) : Instructeur
- 2009 : Very Bad Trip : l'homme de mains de Chow
- 2009 : Lollipops : Detective Jones
- 2009 : Tekken : Kazuya Mishima
- 2009 : Flying Lessons : Lance
- 2010 : Mortal Kombat: Rebirth : Hanzo Hasashi/Scorpion
- 2016 : Wakefield de Robin Swicord : Ben Jacobs

### Télévision
- 2002 : Fastlane : Jackson Yu (1 épisode)
- 2003 : Angel : Un vampire drogué (1 épisode)
- 2003 : JAG : Lance Corporal Brad Owens (1 épisode)
- 2004 : Las Vegas : Jonathan Tam (1 épisode)
- 2004 : Hawaii : Lieutenant Robertson (1 épisode)
- 2004 : Second Time Around : Sam Chang (1 épisode)
- 2004-2005 : Charmed : Avatar Gamma (saison 7 ; 5 épisodes)
- 2005 : North Shore : Hôtel du Pacifique : Garrett Haynes (1 épisode)
- 2005-2006 : Surface : Davis Lee
- 2006 : Company Town de Thomas Carter (téléfilm) :
- 2006-2007 : Day Break : Detective Christopher Choi
- 2006 : Esprits criminels : Lt. Detective Owen Kim (saison 1, épisode 18)
- 2007 : FBI : Portés disparus : David Kwon (1 épisode)
- 2007 : Bones : Commander James Adams (1 épisode)
- 2007 : 24 heures chrono : Zhou (saison 6, 2 épisodes)
- 2007 : Cold Case : Affaires classées :Ray Takahashi (1 épisode)
- 2009 : Les Experts : Manhattan : Ellis Park (1 épisode)
- 2009 : Dollhouse : Jack Dunston
- 2009 : Esprits criminels : Lt. Detective Owen Kim (saison 5, épisode 7)
- 2009 : Les Experts : Miami : Evan Wilcox (1 épisode)
- 2010 : Trauma : Andy Wu (1 épisode)
- 2010 : Les Experts : Lon Rose (1 épisode)
- 2010-2011 : The Event : Agent Simon Lee
- 2011-2013 : Mortal Kombat: Legacy : Hanzo Hasashi/Scorpion
- 2011 : Burn Notice : Xavier (saison 5, 1 épisode)
- 2011-2020 : Hawaii 5-0 : Adam Noshimuri (récurrent saisons 2 à 7, principal saisons 8 à 10 ; 85 épisodes)
- 2012 : Doc McStuffins : Squekers
- 2012 : The Mentalist : Nathaniel Kim (saison 5 ; 1 épisode)
- 2012-2013 : Dr Emily Owens : Dr. Kyle Putnam (2 épisodes)
- 2013 : American Horror Story: Coven : David (1 épisode)
- 2014-2016 : First Murder : Jim Koto (rôle principal ; 30 épisodes)
- 2017-2018 : Salvation : Harris Edwards (rôle principal ; 26 épisodes)
- 2020 : Magnum (2018) : Adam Noshimuri (saison 2 ; 1 épisode)
- 2020-2023 : All Rise : Louis Bravo (saisons 2 et 3 ; 16 épisodes)
- 2021-2022 : The Walking Dead :  Tomichi Okumura (saison 11 ; 7 épisodes)
- 2022-2023 : The Resident : Dr. James Yamada (saison 6 ; 6 épisodes)
- 2023 : Accused : Jiro Tamura (saison 1 ; 1 épisode)
- 2024-2025 : Rescue: HI-Surf : Sean Harimoto (saison 1 ; 5 épisodes)

### Jeux vidéo
- 2012 
  - Sleeping Dogs : Ricky Wong
  - Call of Duty: Black Ops II : voix du mode multijoueur